# Powiat Püspökladány
Powiat Püspökladány (węg. Püspökladányi járás) – jeden z dziewięciu powiatów komitatu Hajdú-Bihar na Węgrzech. Siedzibą władz jest miasto Püspökladány.

## Miejscowości powiatu Püspökladány
- Báránd
- Bihardancsháza
- Biharnagybajom
- Bihartorda
- Földes
- Kaba
- Nádudvar
- Nagyrábé
- Püspökladány
- Sáp
- Sárrétudvari
- Szerep
- Tetétlen